# Аугспург, Анита
Анита Аугспург (нем. Anita Augspurg; 22 сентября 1857, Ферден, Германия — 20 декабря 1943, Цюрих, Швейцария) — немецкая юристка, актриса, писательница, деятельница антивоенного и феминистского движения.

## Биография
Пятая дочь адвоката, в юности работала в адвокатской конторе своего отца. В Берлине получила специальность преподавателя средних классов для девочек и одновременно брала уроки актёрского мастерства. С 1881 по 1882 год она работала в театре «Ансамбль Майнинген» и приняла участие в турах по Германии, Нидерландам и Литве. Её бабушка по материнской линии, умершая в 1887 году, оставила ей значительное наследство, которое сделало её финансово независимой.
После пяти лет работы актрисой, она переехала со своей подругой Софи Гоудштикер в Мюнхен, где в 1887 году они совместно открыли фотостудию «Хофателье Эльвира». Они носили короткие волосы, нетрадиционные одежды, и вели общественную работу в поддержку освобождения женщин и их свободный образ жизни. Из-за своей эксцентричной жизни Аугспург подвергалась личным нападкам антифеминисток чаще, чем другие деятели движения за права женщин. Тем не менее, контакты Аугспург, налаженные через фотостудию и театры в Мюнхене, быстро сделали её известной, и она в конечном итоге была представлена баварской королевской семье.
К 1890 году Аугспург активно участвовала в движении немецких женщин и выступала как оратор. Её приверженность идее защиты прав женщин подтолкнули её к идее получить высшее юридическое образование. Она отправилась учиться в Цюрихский университет, так как женщины в Германии по-прежнему не имели равного доступа к университетскому образованию. Вместе с Розой Люксембург, с которой она была в дружеских отношениях, она была одним из основателей Международной ассоциации студентов. Окончила университет с докторской степенью в 1897 году и стала первым доктором права Германской империи. Тем не менее, не смогла работать в качестве практикующего юриста из-за запрета для женщин заниматься такого рода деятельностью.
С 1895 года Аугспург начала сотрудничать в газете Die Frauenbewegung («Женское движение»), где выступала со статьями, осуждающими дискриминацию женщин. В частности осуждала социальное законодательство, описывая брак как форму легализации проституции. В 1896 году она приняла участие в Международной конференции по положению женщин, состоявшейся в Берлине, где встретилась с радикальной феминистской Лидой Густавой Хейман, которая стала её спутницей до конца жизни.
На рубеже веков Аугспург начала кампанию за закрепление прав женщин в Гражданском кодексе Германии. Вместе со своими политическими единомышленниками Хелен Штёкер, Минной Кауэра и Мари Рашке требовала изменений в институт брака и семьи, что практически не имело последствий. В 1905 году Аугспург опубликовала сенсационное открытое письмо, в котором потребовала изменений в патриархальном институте брака, введения свободного брака, избавленного от контроля со стороны государства. Это было истолковано как призыв к бойкоту брака и вызвало бурю негодования, что привело к её разрыву с консервативным женскими организациями, которые выступали лишь за предоставление женщинам избирательного права. Аугспург и её партнерша Лида Густава Хейман работали вместе в Совете ассоциаций организаций прогрессивных женщин. Они создали ассоциацию за женское избирательное право в Гамбурге (1902 г.), а затем и в Баварии (1913). Начиная с 1907 года Аугспург сотрудничала в газете Zeitschrift für Frauenstimmrecht, а с 1919 года — в журнале Die Frau im Staat, в которых публиковала статьи с изложением своих феминистических радикальных демократических и пацифистских позиций.

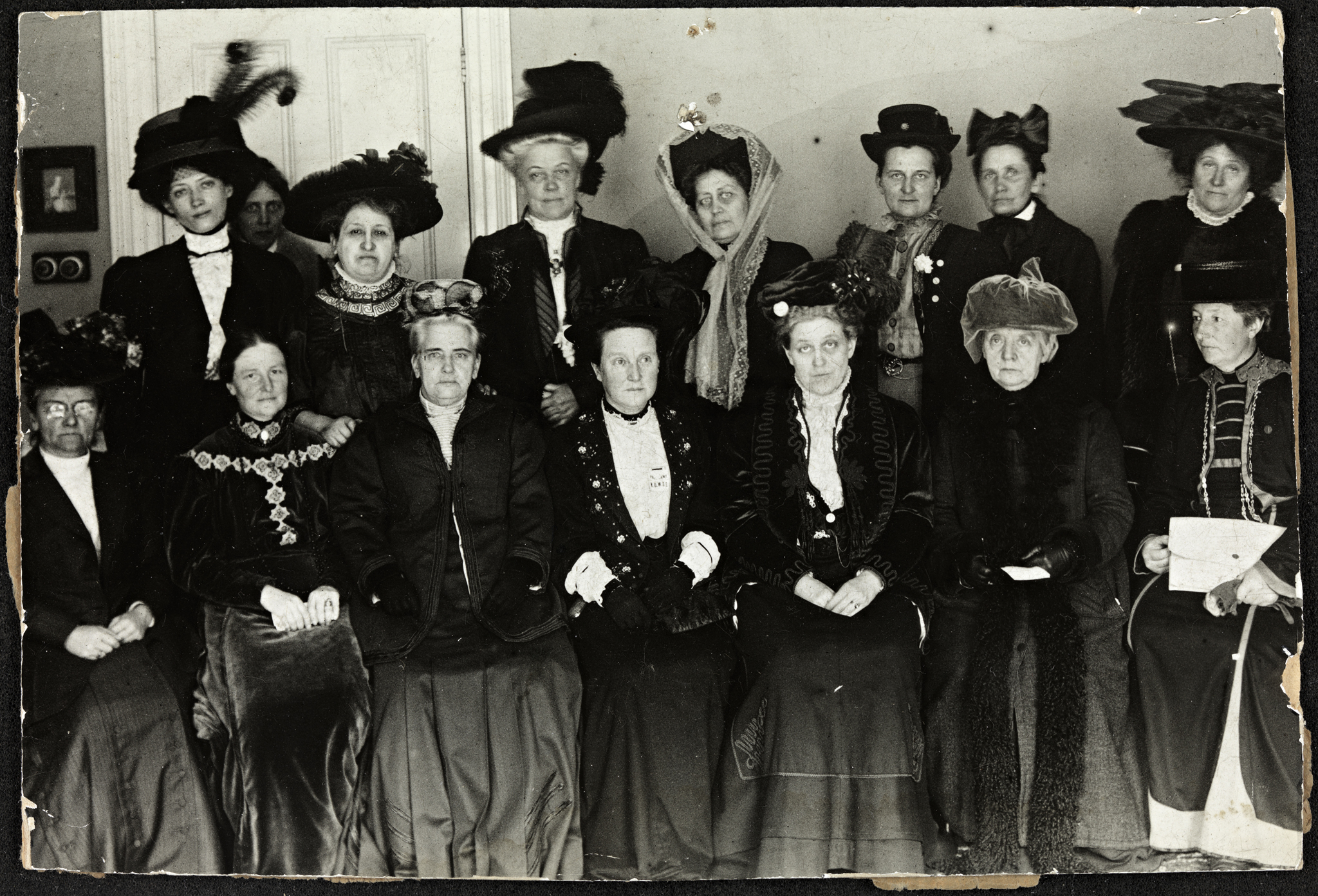
Конгресс Альянса за избирательное право под председательством Фосетт, Лондон, 1909 год. Верхний ряд слева: Даугор, Тора (Дания), Квам, Луиза (Норвегия), Алетта Якобс (Нидерланды), Энни Фурухьельм (Финляндия), Мадам Мирович (Россия), Кейт Ширмахер (Германия), Хонеггер, Клара (Швейцария), не идентифицирована. Нижний ряд слева: не идентифицирована, Анна Бугге (Швеция), Шоу, Анна Говард (США), Миллисент Фосетт (Председатель, Англия), Керри Чапмен Кэтт (США), Квам, Фредрикка Мари (Norway), Анита Аугспург (Германия).

Во время Первой мировой войны Аугспург и Хейман участвовали в конференции женщин мира и незаконных собраниях на конспиративных квартирах в Мюнхене. Они принимали участие в создании Международной женской лиги за мир и свободу (IFFF), где Хейман был вице-президентом. На почве совместной борьбы против войны сглаживаются её былые разногласия с антивоенными социалистками наподобие Клары Цеткин. Аугспург сотрудничала с Куртом Эйснером, а после провозглашения Веймарской республики в 1918 году в Мюнхене стала членом ландтага Баварии. На следующих выборах она участвовала по спискам независимых социал-демократов, но не получила мандата.

Противница войны, она предложила формы активного бойкота. Во время Веймарской республики она занималась юридической практикой. Провозгласила своей политической целью переход от капитализма к организации матриархата. Продолжала бороться против всех форм дискриминации по признаку пола и национальности, за всеобщее разоружение, а также для независимость всех наций, угнетенных колониализмом, антисемитизма и зарождающегося фашизма. 
В 1933 году после прихода к власти нацистов Аугспург и Хейман отправились в изгнание в Южную Америку, а затем вернулись в Европу и поселились в Швейцарии, в Цюрихе. Важной причиной эмиграции стал тот факт, что они в ещё в 1923 году попали в список лиц, составленный министерством внутренних дел Баварии, обвинявшихся в антиправительственной деятельности. Их имущество было конфисковано, а архив уничтожен. Она продолжала жить в изгнании в Швейцарии вместе с Хейман. Там она умерла в 1943 году, через несколько месяцев после её партнерши Хейман. Как и Хейман, она похоронена на кладбище Флунтерн в Цюрихе.